# Министерство здравоохранения Сингапура
Министерство здравоохранения Сингапура несёт ответственность за предоставление информации, повышение информированности о здоровье и образовании, обеспечение доступности медицинских услуг, а также контроль качества медицинских услуг, предоставляемых гражданам и посетителям в Республике Сингапур. Кроме того, оно также участвует в контроле болезней и заболеваемости в стране, координации использования ресурсов и кадров там, где это необходимо. Оно в настоящее время возглавляется офисом министра здравоохранения, в настоящее время - министра Ган Ким Ена.

## Советы
- Совет по здоровому образу жизни
- Администрация медицинских наук